# Manolo Valiente
Pour les articles homonymes, voir Valiente.
Manolo Pérez Valiente, né le 30 novembre 1908 à Séville et mort le 30 juin 1991 à Banyuls-sur-Mer, est un peintre et sculpteur espagnol, engagé notamment dans le soutien à la Seconde République espagnole.

## Biographie
Manolo Valiente est un artiste espagnol engagé dans la lutte contre le franquisme. Son souvenir et son œuvre sont liés à la Seconde République espagnole.
Lors de la Retirada, à 30 ans, il traverse les Pyrénées le 10 février 1939, comme les milliers de réfugiés et exilés de la guerre d'Espagne.
De 1939 à la fin de 1942, il est interné dans le camp du Barcarès, puis dans le camp d'Argelès-sur-Mer et enfin celui de Bram,
Il participe en 1947 à la première exposition des artistes exilés, L'art espagnol dans l'exil, à Toulouse, organisé par la CNT et la Solidarité internationale antifasciste, avec notamment Pablo Picasso, Juan Gris, Francisco Bores, Honorio Condoy, Óscar Domíguez et Antoni Clavé.

## Œuvre

### Écriture
En 1949, il publie Le Sable et le Vent, un recueil de poèmes inspirés de la tragédie des camps, en 1949, sous le pseudonyme de Juan de Pena. 

### Sculpture
Son oeuvre est inspirée de l'art brut qui se faisait dans les camps de concentration. 
Il utilise le ciment et privilégie les formes géométriques dans ses sculptures. 
L’une de ses œuvres les plus connues est la statue, située à Prayols en Ariège, du monument national en hommage aux Guerilleros (1982), commémorée par le président français François Mitterrand et le chef du gouvernement espagnol Felipe González.

### Peinture
Une rétrospective de son oeuvre est présentée au Musée mémorial de l'exil (MUME) de la Jonquera, en 2010.

### Arts décoratifs
Manolo Valiente est un artiste qui s'est également illustré dans la création de tapisseries.

## Postérité
Une rue de Banyuls-sur-Mer, ville où se trouve la sépulture familiale, ainsi que des œuvres de l'artiste, porte son nom.